# 德己利士礁
德己利士礁（英語：Douglas Rock）是香港島嶼，在大嶼山及香港島之間，屬於離島區。
礁上並沒有居民居住。